# Pokémon Colosseum
Pokémon Colosseum (ポケモンコロシアム, Pokemon Koroshiamu) é o primeiro jogo da série Pokémon para o Nintendo GameCube. Apresenta dois modos de jogo: um RPG em 3D e um modo de batalha semelhantes a Pokémon Stadium, com conexão entre GameCube e Game Boy Advance. Embora este jogo contenha o primeiro RPG de Pokémon em 3D, este não é um original, já que não se captura Pokémon selvagens, mas sim de outros treinadores. Contém versões em 3D de todos os 386 Pokémon existentes até a época.

## Gameplay
Pokémon Colosseum é o primeiro game da produtora Genius Sonority, que também trabalhou em Pokémon XD e Pokémon Battle Revolution. Como iniciante no ramos dos games, a empresa, a pedido da Nintendo e da The Pokémon Company, decidiu criar um novo conceito nos jogos da série. Introduziram uma história onde Pokémon são modificados geneticamente, criando uma aura negra em volta do mesmo, tornando-o uma arma de batalha. Para poder salvar os monstrinhos, que eram de treinadores diferentes, era necessário "roubá-los" os capturando. Os produtores ficaram com receio de que não agradaria os fãs, mas deu certo. Além do Story Mode, há um modo de batalhas onde se pode registrar os monstrinhos dos RPGs Originais de Terceira Geração ou do Story Mode e usá-los em batalhas em Colosseums ou num desafio contra 100 treinadores. Por último, há um modo de batalhas contra a CPU que utiliza Pokémon aleatórios das trés primeiras gerações.

## Enredo
Tudo começa no novo continente de Orre, uma região desértica, devastada pelo crime. O garoto Wes, junto de seus parceiros Espeon e Umbreon, acabam explodindo a entrada de um prédio de uma organização criminosa chamada Team Snagem e rouba uma máquina que permite roubar Pokémon chamada Snag Machine. O garoto explode outra parte do prédio e vai embora. Ele chega em Outskirt Stand e vê nos jornais as reportagens sobre o roubo da arma. Logo, ele acaba batalhando com um treinador e ao vencê-lo, percebe que duas pessoas estão levando algum saco com alguma coisa dentro. Ele parte em busca dos dois suspeitos e para em Phenac City. Ao derrotar os arruaceiros em uma batalha, Wes e duas pessoas abrem o saco e descobrem que eles estavam seqüestrando uma garota chamada Rui! Ela fica muito feliz por Wes tê-la salvado e se junta a ele em sua viagem. Os dois vão dar queixa ao prefeito da cidade e ao sair, Wes batalha com mais um treinador. Rui vê em um Makuhita uma aura negra, os chamados Shadow Pokémon, Pokémon com o coração corrompido, se tornando em verdadeiras máquinas de batalha. Rui pede para Wes usar sua Snag Machine para capturar o Pokémon e tentar salvá-lo. Rui, após algum tempo, descobre que Wes foi o garoto que roubou a Snag Machine. Mesmo assim, ela continua ajudando Wes a capturar os Shadow Pokémon, purificá-los, descobrir e destruir os planos dos tenebrosos Cipher.

## Personagens Principais
Wes
Um garoto de 17 anos que saiu do Team Snagem e acabou roubando a Snag Machine para uso próprio, mas quando encontrou Rui, acabou tendo que ajudar, capturar e purificar os Shadow Pokémon. Tem como parceiros Espeon e Umbreon.
Rui
Uma adolescente de 15 anos que tem a capacidade de enxergar a aura negra dos Shadow Pokémon. Une-se a Wes para salvar Orre dos Cipher e do Team Snagem.
Espeon e Umbreon
São os dois parceiros de Wes, que ele usa para batalhar e viajar por Orre. Ocupavam o segundo lugar da moto de Wes, mas com a entrada de Rui, tiveram que entrar em suas Pokéballs.
Evice/Es Cade
Prefeito de Phenac,(ele mesmo diz no fim do jogo:"Às vezes sou o prefeito de Phenac es Cade, e as outras sou Evice líder dos Cipher!") é na verdade a mente por trás do plano Cipher de Shadow Pokémon. É maléfico e tem uma aparência monstruosa. Tentou fugir ao ser derrotado por Wes, mas falhou e foi preso.
Dakim
É um administrador dos Cipher com uma aparência de babuíno. Muito forte, tem como Shadow Pokémon o Entei.
Lady Venus
As aparências enganam. E Lady Venus é a definição disso! Muito bonita, é uma mulher muito má, com planos de arrepiar os cabelos de Wes e Rui, sempre foge quando perde.
Ein
É a mente brilhante por trás dos Shadow Pokémon. Ele criou esse tipo de Pokémon. Egoísta e elegante, é um estrategista.
Miror B.
Um homem com um cabelo black power gigantesco é animado, mas mau e adora enfrentar Wes e Rui. Ama Ludicolos e tem temas de batalha únicos, tanto e Colosseum quanto em XD.
Nascour
É o vice-chefe dos Cipher. Alto e monstruoso, dá muito trabalho para Wes e Rui, mas é preso depois de um tempo.
Gonzap
Chefe do Team Snagem, ele se uniu aos Cipher para produzir os Shadow Pokémon. Diferentemente de XD, ele é um inimigo em Colosseum.

## Battle Mode
Enqüanto o Story Mode trazia um tipo de jogo totalmente novo, o Battle Mode trazia de volta um gostinho de Pokémon Stadium, embora fosse muito diferente deste. Mesmo nesse modo, havia dois sub-modos: o Battle Mode, que era muito usado pelos jogadores e por isso levou ao nome do conjunto, e o Battle Now. No Battle Now, usavam-se Pokémon aleatórios para lutar contra a CPU e não foi bem recebido, sendo esquecido pelos jogadores.
O Battle Mode trazia mais duas divisões, o Solo Battle e o Gang Battle. No Solo Battle, o jogador podia registrar Pokémon do Story Mode, excluindo os Shadow Pokémon não purificados, ou dos cartuchos de Pokémon Ruby, Sapphire, FireRed, LeafGreen ou Emerald para usá-los em batalhas consecutivas em Colosseums, que lembram o Desafio aos Líderes de Ginásio na série Stadium até ganhar todos, desafiar 100 treinadores no Mt. Battle VS. 100 e até trocar os cupons ganhos no último modo por itens e mandá-los para o Story Mode ou para o cartucho. O Gang Battle servia para conectar o time do Story Mode com um ou três jogos de GBA ou dois ou quatro jogos de GBA para batalhas entre jogadores, com várias regras, podendo serem até editadas.

## Os discos bônus
Tanto a versão Japonesa quanto a Americana davam discos-bônus caso os jogadores comprassem o jogo por pré-venda. No disco bônus japonês, havia um Pokémon surpresa para ser transferido para os cartuchos: Celebi, enquanto a versão americana trazia Jirachi como bônus. Havia mais um Pokémon Bônus dentro do jogo: caso o jogador utilizasse um time do Story Mode (podendo vir de outros cartuchos, mas estando registrado com o personagem do Story Mode) purificasse todos os Shadow Pokémon e concluísse o Mt. Battle VS. 100, o lendário Ho-oh aparecia e era transferido para o Pokémon Storage do Story Mode.

## Legado
De acordo com o site Game Rankings, Pokémon Colosseum tem aprovação de 74% dos jogadores, um número baixo para um jogo Pokémon. Muitos consideram pelo fato de não haver Pokémon selvagens e por causa do processo de purificação de Shadow Pokémon ser chato e demorado.